# Farine maida
 (septembre 2023).
Si vous disposez d'ouvrages ou d'articles de référence ou si vous connaissez des sites web de qualité traitant du thème abordé ici, merci de compléter l'article en donnant les références utiles à sa vérifiabilité et en les liant à la section « Notes et références ».

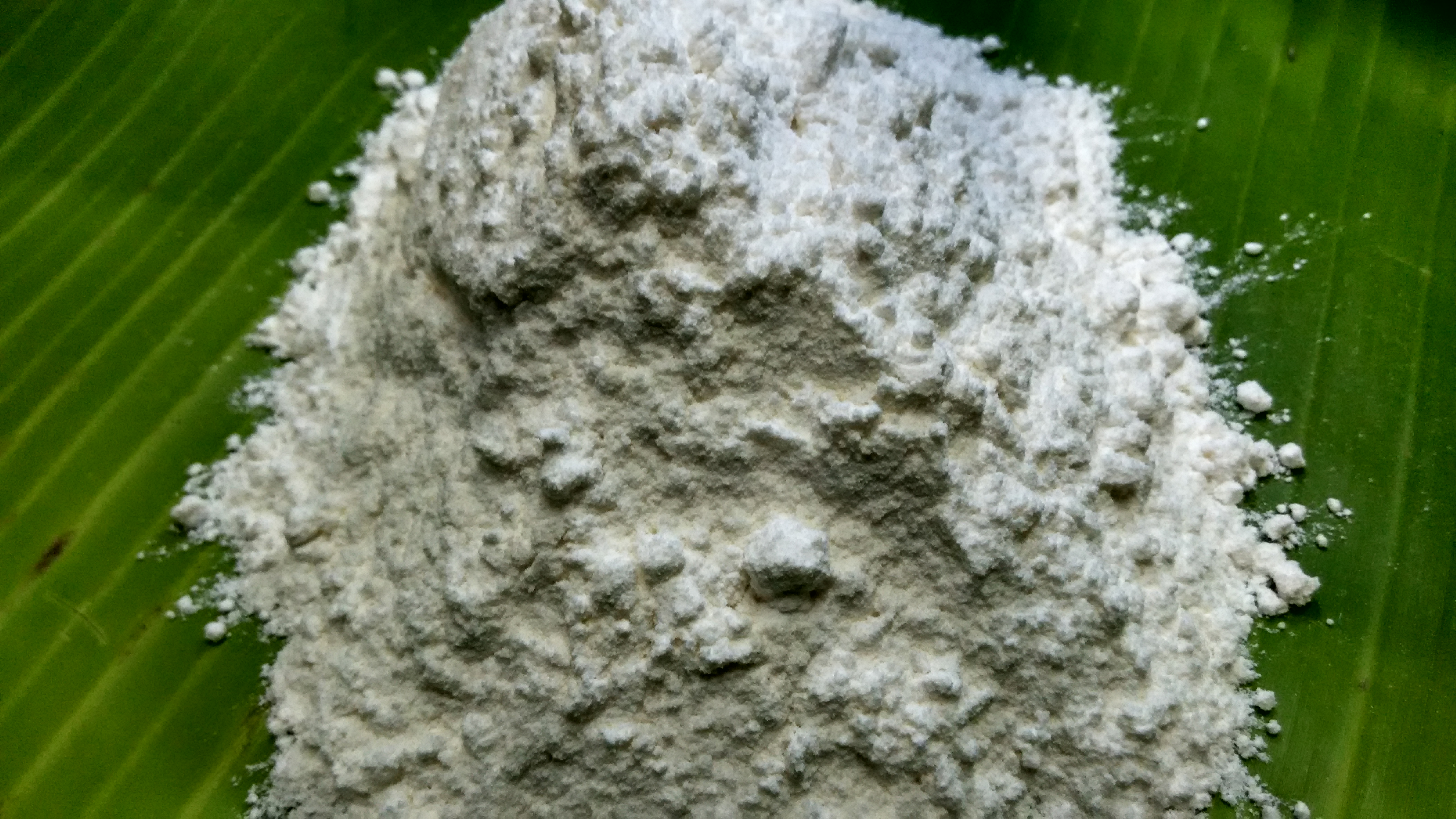
Farine maida.

La farine maida (du persan : میده ; [maiːda] ; « fin », « finement ») est une farine de blé finement moulue, raffinée et blanchie, ressemblant fortement à de la farine à gâteau. Elle est, soit naturellement blanchie par l'oxygène de l'atmosphère, soit par l'utilisation d'agents de blanchiment chimiques. La farine maida est largement utilisée dans la restauration rapide, ainsi que pour les produits de boulangerie tels que des pâtisseries et du pain, des variétés de bonbons et pour faire des pains traditionnels.

## Production
La farine maida est produite à partir de l'endosperme (la partie féculente blanche) du grain. Le son est séparé du germe et de l'endosperme, qui est ensuite affiné par tamisage. Initialement jaunâtre en raison des pigments présents dans le blé, la farine maida est habituellement décolorée avec un certain nombre d'agents de blanchiment de la farine.
Bien que ce soit du blé d'hiver, présentant une teneur élevée en gluten et moulu pour obtenir la farine maida, la chaleur générée pendant ce processus dénature cette protéine, ce qui limite l'utilisation de la farine maida pour la préparation de pains au levain.

## Utilisation
Dans la cuisine indienne, la farine maida est utilisée pour la préparation de différents pains traditionnels, aux côtés de la farine atta qui en est une version complète, non raffinée. 

## Controverse
Selon une croyance répandue, la farine maida contiendrait de l'alloxane, ajouté comme agent de blanchiment ou sous la forme d'un sous-produit du blanchiment. Bien qu'il soit un produit mineur de l'oxydation de la xanthophylle, il n'y a aucune preuve que des quantités infimes d'alloxane ainsi formées présentent un risque pour la santé[réf. nécessaire].